# Jan Gurri Aregay
Jan Gurri Aregay (geboren am 20. Juni 2002 in La Roca del Vallès) ist ein spanischer Handballspieler, der auf der Spielposition im linken und mittleren Rückraum eingesetzt wird.

## Vereinskarriere
Gurri spielte bei Fraikin BM Granollers, mit dem er ab der Saison 2019/2020 in der Liga Asobal auflief. Bis Ende der Saison 2022/2023 bestritt er 103 Erstligapartien und warf dabei 197 Tore.
Zum Sommer 2023 wechselte er nach Portugal zum Verein Sporting Lissabon, der für den Wechsel eine Ablöse in Höhe von 80.000 Euro zahlte. Mit Sporting gewann er in der Saison 2023/24 den portugiesischen Supercup, die Meisterschaft und den Pokal. In der Spielzeit 2024/25 verteidigte er alle drei Titel.
Mit dem Team aus Granollers nahm er an europäischen Vereinswettbewerben teil.

## Auswahlmannschaften
Er stand im Aufgebot spanischer Nachwuchsauswahlmannschaften. Sein erstes Spiel für Spanien absolvierte er am 13. November 2018 mit der selección promesas gegen die Auswahl Deutschlands. Er spielte bei der U-17-Europameisterschaft 2019 sowie, mit der juvenil selección, bei den Mittelmeerspielen 2020 und der U-19-Europameisterschaft 2021, bei der Spanien den dritten Platz belegte. Bei der U-20-Europameisterschaft 2022 wurde er mit der junior selección Europameister. In 58 Spielen bis Juni 2023 in den Nachwuchsteams erzielte er 247 Tore.
Im März 2023 debütierte Gurri in der A-Nationalmannschaft Spaniens. Er gehörte zum spanischen Aufgebot zur Weltmeisterschaft 2025 (18. Platz).